# Playa de Galizano
La playa de Galizano, de San Miguel o de La Canal se encuentra en la localidad de Galizano, en el municipio de Ribamontán al Mar, Cantabria (España). 
Se localiza en la desembocadura de la ría de La Canal, anteriormente río Herrero. De escasa extensión, es una playa con rocas esparcidas en medio y suaves acantilados. Debido a su pequeño tamaño suele ser un arenal tranquilo, manteniendo recodos al resguardo del viento, como La Playuca. 
Muy cerca está la cueva de Cucabrera y su mirador sobre el acantilado, con vistas desde Santander, el Sardinero y Cabo Mayor hasta Santoña. Bajo el acantilado se esconden lugares que rezuman yodo y salitre escondiendo bajo las rocas nécoras, percebes, y otros mariscos. El Nial, Fonfría, La Llera, El Vivar, Solombreras y Brenas son sitios de pesca de Ribamontán al Mar en la costa de Galizano.